# Vegoia
Vegoia (en etrusc Vecuvia) va ser una nimfa etrusca representada com una jove amb ales que sosté entre les mans una espiga de blat. El seu nom es troba també citat com Begoe o Bacchitis. Vegoia s'assimila al gentilici etrusc Vecu (en la seva forma femenina Vecuvia) que trobem com un apel·latiu de Lasa, una divinitat etrusca.
Se li atribueixen els Llibres de Vegoia o Llibres Vegoians, que formaven part de la Disciplina Etrusca, i, entre altres coses, parlaven de la interpretació dels llamps. Servi i Ammià Marcel·lí diuen que aquests llibres, traduïts al llatí per l'harúspex Tarquici Prisc, els va fer guardar l'emperador August a l'interior del temple d'Apol·lo Palatí, juntament amb els Llibres sibil·lins i altres llibres profètics. Però la importància dels Llibres de Vegoia radica en les "profecies" de la nimfa sobre la inviolabilitat dels límits de les propietats. Aquestes "decisions de Júpiter i la Iustitia" són citats i es conserven en les obres dels agrimensors romans. La profecia és una imprecació de venjança contra els que transgredeixen les lleis sobre la propietat dels camps. Sembla que es va donar en un moment en què la propietat de la terra etrusca estava amenaçada per la reforma agrària dels Gracs i els seus continuadors.
Existeixen moltes discrepàncies sobre quan van ser escrits els Llibres de Vegoia, però el capítol de la profecia sembla que es va dictar coincidint amb el naixement del novè segle etrusc, que segons Plutarc coincidia amb el 88 aC. Segurament un harúspex, aprofitant el nom de Vegoia i imitant l'estil i les fórmules de l'endevinació etrusca tradicional, va renovar les antigues malediccions sobre els que modifiquessin les pedres dels límits de la propietat.